# 10353 Momotaro
A 10353 Momotaro (ideiglenes jelöléssel 1992 YS2) a Naprendszer kisbolygóövében található aszteroida. S. Otomo fedezte fel 1992. december 20-án.